# Kolsätter
Kolsätter, i dagligt tal Kolsätt, är en by i Älvros socken, Härjedalens kommun i landskapet Härjedalen. Byn är belägen vid Ljusnans södra strand cirka 5 km söder om Älvros.

## Etymologi
Det finns olika förklaringar till uppkomsten av bynamnet Kolsätt. Erik Modin i boken Härjedalens ortnamn och bygdesägner från 1949 säger följande:
Att döma av förekomst i skriftliga handlingar skulle Kolsätt eller Kolsäter, som det mera sällan, ehuru rätteligen skrives, vara den näst Älvros den äldsta byn. Den nämns redan 1426 och heter då Kolsaeter. 1570 skrevs bynamnet Kolssethra. […]
Kolsätt har antagits betyda ”kol-vallen”, vilken benämning det erhållit på den grund, att där ursprungligen varit fäbodställe (säter), vid vilken myrjärnsbränning i förening med kolning idkats.
Stöd för denna tydning har man velat finna icke blott i äldre personers berättelser, utan ock flera gamla kolbottnar, som ännu ses i trakten. Eljes är en sägen, att vid ett fientligt infall av norrmän allt brändes ner förutom ett säte, som ehuru kolat ej fallit samman. Därav skulle då byn ha fått sitt namn. En annan vändning av samma sägen är, att byn vid ovannämda tillfälle blivit kolsatt, d.ä. nedbränd. Nu är att märka, att inga krigsfientligheter svenskar och norrmän emellan förekommo i denna provins, så vitt känt är, förr än under ”nordiska sjuårskriget” 1563-1570, men byn är känd under sitt nuvarande namn mer än 200 år därförinnan.
Rätta betydelsen av namnet torde vara ”Kolssäter”, d.v.s. någon man med namnet Kol har haft fäbodvall här.

## Historik

### 1400-talet - Första omnämnandet
Första omnämnandet av platsen verkar vara från 1426.

### 1500-talet - Bybor
"1570 skrevs bynamnet Kolssethra. Åboar i Kolsetther 1564 voro: Oloff Biörssonn, Siul Tidemanssonn, Oloff Tidemanssonn, Jon Tronssonn, Per Siulssonn och Jonn Skugg."

### 1600-talet - Kolsätt i krig
I boken Härjedalens förlorade söner från 2002 presenterar Erik J Bergström alla unga män från landskapet Härjedalen som under lång ofredstid på 1600-talet togs ut till knektar och sändes till främmande länder. Alla unga härjedalingar ingick i Helsinge regemente och utskeppades till Tyskland. De flesta gick under och återsåg aldrig hembygden.
1646 vid mönstring i Sveg nämns ”Knut Olofsson Kålsetter sin son Per Knutsson”. I Kolsätt finns två gårdar som heter Stor-Knuss och Lill-Knuss. Troligen stammar dessa män från en av dessa gårdar.

### 1700-talet - Grannfejd
Lars-Göran Stenvall skriver följande om Kolsätt i sin bok Sällsamheter i Härjedalen från 1984:

Tre mil stängsel.
Strax utanför Kolsätt mot Ljusdal till, går landskapsrågången mot Hälsingland. Före 1645 var detta riksgränsen mellan Sverige och Norge. Av urgammal hävd hade Kolsätt och Älvrosremmen jakt-, fiske-, betes-, och fäbodrätt långt in på ängersjöskogarna. Grannsämjan var god i många sekler. Men omsider blev ängersjöborna medvetna om sin äganderätt. I slutet av 1760-talet byggde byamännen i Ängersjö ett cirka tre mil långt och 1,5–2 meter högt stängsel längs den forna riksgränsen, från Målingsberget ned mot Ljusnan. Den främsta avsikten var att hindra boskapen från älvrossidan att ta sig in på ängersjömarkerna. Umgängestonen skärptes mellan byarna och det blev tingssak vid Ljusdals tingsrätt 1779-1780. Ängersjöborna vann och fick behålla sitt stängsel. På senare år har en liten bit av stängslet återuppförts i det skick det var en gång. En av ”primus motorerna” bakom denna restaurering var hängivna hembygdsvännen och kulturarbetaren Folke Pålsson i Ängersjö.

## Kolsätt i litteraturen
Flera författare har nämnt Kolsätt i sina verk genom århundraden.

### Resa genom Hälsingland och Härjedalen på 1700-talet
Här en del av Johann Wilhelm Schmidts berättelse om sin resa genom några svenska landskap för att besöka samerna år 1799.
Ungefär halvvägs, vid en sjö i en ytterst vild trakt, nådde vi byn Vänsjö. Den bestod av ett par hus och där unnade vi vår häst en rast. Några gamla gummor och barn var de enda människor vi träffade på. De kunde inte ge oss en enda slurk mjölk då boskapen betade bland bergen långt därifrån. Vi rastade under bar himmel i inkörsporten till en gård och tärde på vårt eget förråd. Bland de övriga föremålen som fanns där lade vi märke till ett par så kallade skidor eller stora skridskor av trä. De som var här bestod av ett par bräder eller snarare ribbor, som var 5 alnar långa och 2 ½ tum breda. Framändan var en smula uppåtböjd och mitt på var det ett band av grovt tågvirke för att hålla foten. Undersidan var längsefter lätt urholkad i mitten. Till skidorna hörde också ett par halvannan aln(ca en meter) långa käppar som nertill var försedda med en järnbrodd och ovanför denna en liten skiva. Detta för att staven inte skulle tränga allt för långt ned i snön. Dessa skridskor använder sig inte bara samerna av, utan också bönderna på sina resor och jakter.
Nästa anhalt, Kolsätt, var den första byn i Härjedalen och låg bortom gränsen. Här träffade vi med ens på helt andra människor, vars språk till och med min reskamrat, en infödd svensk, knappt kunde förstå. Bondgårdarna var små och enkla men väl underhållna. I gårdarna såg man visserligen inte något överflöd, men man kunde ändå se att människorna fann sin bärgning. Genomgående fann vi att det var så överallt i Härjedalen.
Kolsätt låg i en synnerligen bördig trakt invid älven som vi nu till vår glädje, efter en lång tid åter fick i sikte. Det var många kornåkrar och på ängarna längs älven växte det fint gräs. På våren gödslar älven marken genom sina översvämningar. Byn var som utdöd. Det tycktes som om den israelitiska eden ”må det växa gräs framför din dörr” här hade gått i uppfyllelse. Detta kom sig av att hela hushållet, i begynnelsen av sommaren, följer med boskapen till skogs. Därför kunde man här inte se ett enda hjulspår och där det inte var åker växte det gräs. En färja tog oss över till den motsatta stranden och till en lika bördig men ännu vackrare och mer be-byggd trakt. Snart kom vi emellertid åter in i en förbränd skog genom vilken vi på en föga banad men jämn sand väg kom till Nilsvallen i Sveg. Där fann vi större välstånd och ett bra värdshus. Just denna dag hölls det i värdshuset ting.

### Fredrik Böök
Litteraturvetaren och ledamoten av Svenska Akademien Fredrik Böök skrev 1924 om en Sverige-resa i boken Resa i Sverige – från Smygehuk till Pajala. Här ett utdrag från kapitlet ”Härjedalen och Sveg” i boken.
Vid Kolsätt färjade vi över Ljusnan, som stigit över alla bräddar. Det var sällsamt vackert på sitt sätt: himmeln och älven och hela landskapet smälte ihop i samma gråblå ton, timmerlänsarna tecknade med svarta linjer flodfårans lopp, men dalen var översvämmad, träd och logar stodo pärlgrå ute i vattnet. Den gamla färjekarlen arbetade tyst och ihärdigt; färjan var liten och låg djupt under lasten, vi vägde nära tre ton. Gubben fick hjälp av sin sonson Allan, som ännu hade en klass kvar i folkskolan; byn Kolsätt bestod av några gråa hus, föga mer än ett dussin, men för de tjugo barnen fanns en folkskola och en lärarinna, och Allan trivdes gott. Han skulle antingen bli färjkarl eller skogsarbetare, när han blev stor, något annat val fanns inte. Ljusnan var pulsådern, livsprincipen: den lägger sig i december och går upp i april – i år hade den dock icke förmått göra sig fri förrän i maj – och Allan kan vinna sitt bröd antingen genom att skaffa timmerstockarna ut på isen, medan Ljusnan ligger; eller hjälpa de resande tvärs över den öppna strömfåran. På strandängarna bärgas höet till kreaturen, men den metoden att leva på Ljusnan duger blott för några bönder.
Med en svag rysning stodo vi i regnet, under det Ljusnan kluckade kring färjan, och tänkte på hur det skulle vara att stanna i Kolsätt för alltid; men småningom gick det upp för oss, att orten dock är livlig och trafikerad, att det går en ström av resande förbi vinter och sommar, flera personer varenda dag, att den ligger i den öppna och fruktbara älvdalen - fruktbar kan den kallas, eftersom det överhuvud kan drivas jordbruk där-, att Kolsätt med andra ord är en medelpunkt, en metropol: den verkliga obygden får man icke se, när man kör i bil på stora landsvägen. När vi hunnit över till Ljusnans norra strand, bli vi ytterligare erinrade om denna sanning: bland alar och sälgar står där en Ford, som tar sig något ensam och övergiven ut, utlämnad åt väder och vind med den uppslagna suffletten till enda skjul. Vi fråga vem den tillhör, och färjekarlen upplyser oss om att den ägs av Kolsätts by. ”Den står på lur dag och natt”, förklarar gubben med tydlig tillfredsställelse; den är färdig att ge sig av till Sveg för att söka läkare eller till Älvros för att hämta barnmorska. Den utgör det slående beviset på att Kolsätt ligger tryggt inom det svenska kultursamhällets utstrålningsradie, och vi betyga Forden vår vördnad, då vi passera den översvämmade vägen, där vattnet går halvvägs upp på hjulen.

### Nils Holgerssons underbara resa
Selma Lagerlöf har i Nils Holgerssons underbara resa genom Sverige skrivit följande om Kolsätt i avsnittet ”Sägner från Härjedalen”.
De foro nu vidare neråt Ljusnan, som ligger alldeles vid gränsen mot Hälsingland. Här slog korpen ner i närheten av en liten låg koja. Den hade inga fönster, utan bara en lucka. Ur skorstenen steg en gnistblandad rök, och starka hammarslag hördes inifrån huset. ”När jag ser den där smedjan”, sade korpen, ”kommer jag att tänka på att det förr i världen fanns så goda smeder i Härjedalen och framför allt i den här byn, att de inte hade sin like i hela landet”.
”Du kommer kanske ihåg en historia om dem också, som du vill berätta för mig?” sade pojken.
”Ja, nog minns jag en om en smed ifrån Härjedalen”, sade Bataki, ”som utmanade två andra mästersmeder, en ifrån Dalarna och en ifrån Värmland, till tävlan i spiksmide. Utmaningen blev antagen, och de tre smederna möttes här i Kolsätt. Dalkarlen var den, som började. Han smidde ett dussin spikar, så jämna och vassa och glatta, att de inte kunde göras bättre. Efter honom kom värmlänningen. Också han smidde ett dussin spikar, som var alldeles förträffliga, och därtill kom, att han hade förfärdigat dem på hälften så kort tid som dalkarlen. När de, som skulle döma tävlingen, såg detta, sa de till Härjedalssmeden, att det inte lönade sig för honom att försöka, för bättre än dalkarlen eller fortare än värmlänningen kunde han inte smida. ”Inte vill jag ge mig. Det ska väl finnas ännu ett sätt att utmärka sig på”, sade härjingen. Han lade järnet på städet utan att först värma det i ässjan, hamrade det varmt och smidde spik på spik utan att behöva varken kol eller bläster. Ingen hade sett en smed hantera hammaren mästerligare, och Härjedalssmeden blev förklarad för den yppersta i landet.”
Med dessa ord tystnade Bataki, men pojken blev nu ännu mera fundersam. ”Jag undrar vad du har för mening med att berätta mig detta, ”sade han.
”Den där historien föll mig i hågen, när jag såg den gamla smedjan”, sade Bataki helt likgiltigt.

### Fotnoter
1. 1 2  Modin
2. ↑  Bergström, Erik J. (2002). Härjedalens förlorade söner: Sveriges knektrov 1646-1718. [Östersund: E. J. Bergström]. Libris 8645392. ISBN 91-631-2561-7 (inb.)
3. ↑  Stenvall, Lars-Göran (1984). Sällsamheter i Härjedalen. Stockholm: Rabén & Sjögren i samarbete med Sv. turistfören. Libris 7235540. ISBN 91-29-56646-0 (inb.)
4. ↑  Gillberg, Carl Gustaf; Schmidt Johann Wilhelm, Odelberg Wilhelm (1976[1801]). Från Mälaren till Härjedalen: [Landscapes from Swedish provinces] : måleriska utsikter. Suecica rediviva, 99-0117564-X ; 55 (Ånyo utg. med utdrag av J.W. Schmidt's text i bearb. och övers. samt med inl. av Wilhelm Odelberg). Stockholm: Rediviva. Libris 7605855. ISBN 91-7120-063-0 (inb.)
5. ↑  Böök, Fredrik (1924). Resa i Sverige: från Smygehuk till Pajala. Stockholm: Norstedt. Libris 8075168
6. ↑  Lagerlöf, Selma (1906-1907). Nils Holgerssons underbara resa genom Sverige. Läseböcker för Sveriges barndomsskolor, 99-0345047-8 ; 1. Stockholm: Bonnier. Libris 8204895